# Zanskar

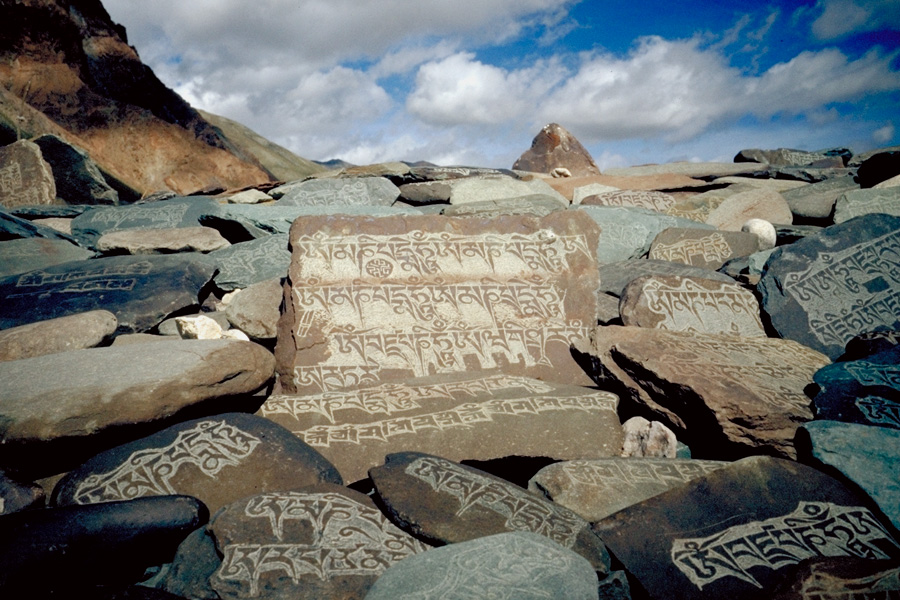
En los caminos de Zanskar, el viajero a menudo se encuentra con muros Maní. Estas estructuras de piedra son un rejunte de tablas de roca exquisitamente talladas, cada una posee la inscripción "Om Mani Padme Hum" que quiere decir "Alaba la joya del loto". Estas paredes deben ser pasadas o rodeadas por su lado izquierdo, la dirección horaria en la que la Tierra y el Universo giran, según la doctrina budista.

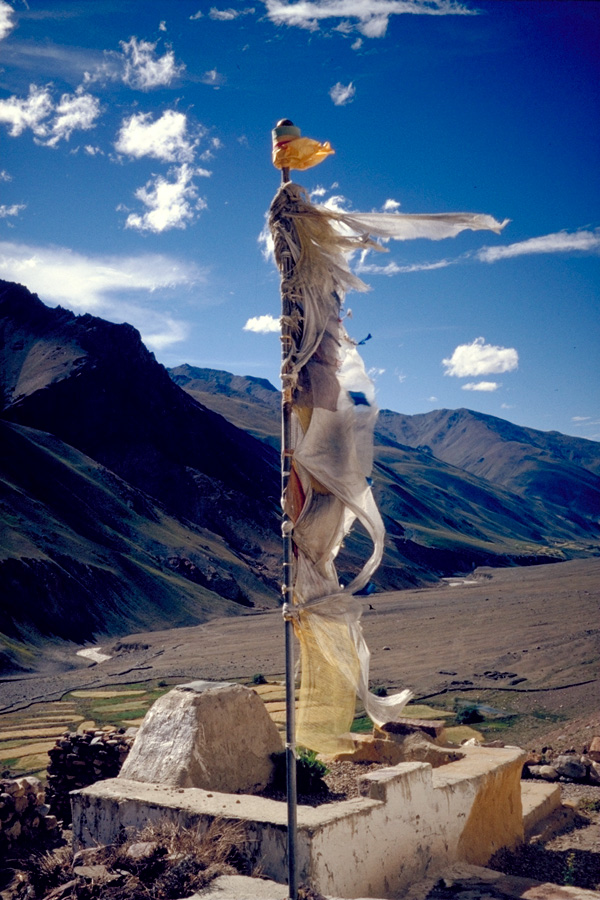
Bandera de plegaria sobre el monasterio (Gompa) de Tanze, en el valle de Kurgiakh. Existe la creencia que el viento ayuda a propalar las oraciones impresas en la tela.

Zanskar, Zahar o Zangskar (en zangskari: ཟངས་དཀར་ zangs dkar, en ladakhi: ཨནསར་) es un tehsil del distrito de Kargil, localizado en la mitad este del estado indio de Jammu y Cachemira. El centro administrativo es Padum. Zanskar, con la región de Ladakh, pertenecieron al antiguo reino de Guge y al Tíbet occidental.
La cordillera del Zanskar es una cadena montañosa del territorio de la unión de Ladakh que separa el valle del Zanskar del valle del Indo en Leh. Geológicamente, la cordillera del Zanskar forma parte de los Himalayas Tethys Himalaya, un Sinclinal de aproximadamente 100 km de ancho formado por series sedimentarias fuertemente plegadas e imbricadas, débilmente metamorfoseadas. La altura media de la cordillera de Zanskar es de unos 6.000 m (19.700 pies). Su parte oriental se conoce como Rupshu. Zanskar tenía una población de aproximadamente 20.000 habitantes en 2020.Ha habido demandas para convertir Zanskar en un distrito.

## Geografía
Zanskar cubre un área de 7000 km², a una altitud entre 3500 a 7000 m s. n. m. El país es atravesado por dos brazos principales del río Zanskar. El primero, Doda, tiene su fuente cerca del paso montañoso Pensi-la (4400 m s. n. m.),
y luego fluye hacia el sureste a lo largo del valle principal que conduce a Padum, la capital de Zanskar. La segunda rama está formada por dos afluentes principales conocidos como el río Kargyag, con su nacimiento cerca de Shingo-La, y el río Tsarap, con su nacimiento cerca de Baralacha-La. Estos dos ríos se unen bajo el pueblo de Purne para formar el río Lungnak (también conocido como Lingti o Tsarap). El río Lungnak fluye hacia el noroeste por un estrecho desfiladero hacia el valle central de Zanskar (conocido localmente como gzhung khor), donde se une con el río Doda para formar el río Zanskar.
A continuación, el río Zanskar sigue su curso hacia el noreste hasta unirse con el Indus en Ladakh. A ambos lados de los valles de Doda y Lingti-kargyag, que discurren de noroeste a sureste, se extienden altas crestas montañosas. Al suroeste se encuentra la cordillera del Gran Himalaya. que separa Zanskar de las cuencas de Kisthwar y Chamba. Al noreste se encuentra la cordillera de Zanskar, que separa Zanskar de Ladakh. La única salida de todo el sistema hidrográfico del Zanskar es, pues, el río Zanskar, que corta un profundo y estrecho desfiladero a través de la cordillera del Zanskar.
Estas características topográficas explican por qué el acceso a Zanskar es difícil desde todos los lados. La comunicación con las zonas himaláyicas vecinas se mantiene a través de pasos de montaña o a lo largo del río Zanskar cuando está helado. El acceso más fácil parte de Kargil, atraviesa el valle de Suru y cruza el Pensi La. Por esta vía se construyó en 1979 la primera y única carretera de Zanskar para conectar Padum con la carretera principal de Srinagar a Ladakh. Uno de los primeros tibetólogos que pasó un periodo prolongado en la región fue Alexander Csoma de Koros, que residió más de un año en la región en 1823.  Tras su integración en el recién formado estado de la India en 1947, tanto Zanskar como la vecina región de Ladakh fueron declaradas zonas restringidas y no se abrieron a los extranjeros hasta 1974.

## Flora y fauna
Gran parte de la vegetación de Zanskar se encuentra en la parte baja de los valles, y consiste en especies alpinas y de tundra. Lo más impresionante son los prados cubiertos de miles de edelweiss. Los agricultores de las zonas más bajas cultivan cebada, lentejas y patatas, además de albaricoqueros. En la región hay animales domésticos como el yak, el dzo, la oveja, el caballo y el perro.
Entre la fauna salvaje de Zanskar destacan la marmota, el oso, el lobo, el leopardo de las nieves, el kiang, el bharal, el íbice alpino, las ovejas y cabras salvajes y el quebrantahuesos.

## Clima
Zanskar es un semidesierto de gran altitud situado en el flanco norte de la cordillera del Gran Himalaya. Esta cadena montañosa actúa como barrera climática que protege a Ladakh y Zanskar de la mayor parte de los monzones, lo que da lugar a un clima agradablemente cálido y seco en verano. Las lluvias y nevadas durante este periodo son escasas, aunque en las últimas décadas se observa una tendencia al aumento de las precipitaciones. Durante los antiguos periodos de sequía se construyeron varios molinos hidráulicos a gran distancia de los pueblos, pero se han abandonado porque ahora se dispone de agua corriente más cerca de los asentamientos. Las casas de los zanskari, aunque bien construidas por lo demás, no están adaptadas al reciente aumento de las precipitaciones, ya que sus tejados gotean, pillando desprevenidos a sus sorprendidos habitantes. La mayor parte de las precipitaciones se producen en forma de nevadas durante el duro y larguísimo periodo invernal. Estas nevadas invernales son de vital importancia, ya que alimentan los glaciares que se derriten en verano y proporcionan la mayor parte del agua de riego.

## Población
La población de Zanskar es pequeña, el censo médico de abril de 2006 registra una población de 13.849 personas.  El censo médico es el indicador más preciso de la población, ya que recoge información sobre nacimientos, defunciones y censos de los 22 centros de asistencia médica de Zangskar.  Aproximadamente el 95% de los habitantes practica el budismo tibetano, mientras que el resto son musulmanes suníes, cuyos antepasados se asentaron en Padum y sus alrededores en el siglo XIX. La mayoría de los zanskaris son de origen mixto tibetano e indoeuropeo, sobre todo dard y mon. Estos últimos son de hecho étnicamente Dard, pero se utiliza «Mon» para distinguirlos de los posteriores colonos Dard.
La población vive principalmente en pequeños pueblos dispersos, siendo el más grande la capital Padum, con cerca de 700 habitantes. La mayoría de las aldeas están situadas en los valles del río Zanskar y sus dos principales afluentes. Dado el aislamiento de esta región, los habitantes tienden a la autosuficiencia, y hasta hace poco vivían en una autarquía casi total. Sin embargo, el comercio exterior siempre ha sido necesario para la adquisición de bienes como herramientas, joyas o artefactos culturales religiosos. 
Las principales ocupaciones de los zanskaris son la ganadería y la agricultura en tierras que casi siempre son de su propiedad. La tierra cultivable es escasa y se limita a abanicos aluviales y terrazas; los campos cultivados rara vez se encuentran por encima de los 4.000 metros de altitud. Los zanskaris han desarrollado un sistema de agricultura intensiva y complejos sistemas de regadío para producir alimentos suficientes en estas condiciones. La escasez de tierras cultivables también ha provocado una tendencia hacia una población estable y de crecimiento cero.  Históricamente, en Zanskar se ha logrado un eficaz sistema de control de la natalidad gracias a la práctica común del matrimonio poliándrico, en el que varios hermanos se casan con la misma esposa, y a la adopción generalizada de una vida religiosa célibe. La elevada tasa de mortalidad infantil también contribuye a la estabilidad de la población.